# Pedassaar
Pedassaar är en ö i bukten Kolga laht i Finska viken, strax utanför Estlands nordkust. Den ligger i Kuusalu kommun i Harjumaa, 40 km öster om huvudstaden Tallinn. Färjeförbindelse till ön finns från Salmistu på fastlandet. Arean är 0,86 kvadratkilometer.
Terrängen på Pedassaar är mycket platt. Öns högsta punkt är 23 meter över havet. Den sträcker sig 1,9 kilometer i nord-sydlig riktning, och 1,3 kilometer i öst-västlig riktning. I omgivningarna runt Pedassaar växer i huvudsak blandskog.